# Martin Mirus

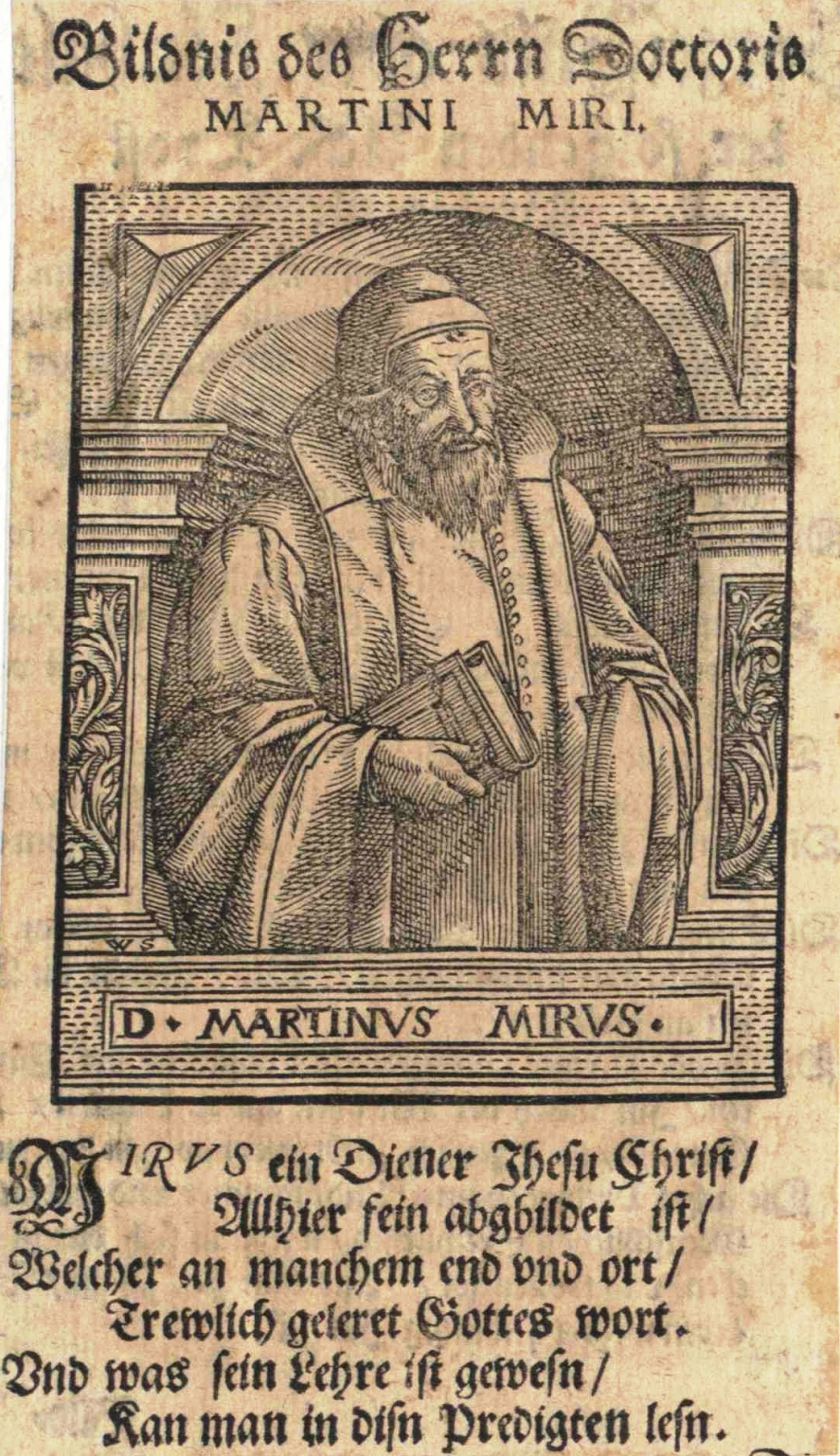
Martin Mirus

Martin Mirus (* 1532 zu Weida; † 14. August 1593 auf Schloss Karditz bei Oschatz) war ein deutscher lutherischer Theologe und sächsischer Oberhofprediger.

## Leben
Mirus studierte an der Universität Jena und erlangte am 12. Juli 1558 den akademischen Grad eines Magisters. Daraufhin wurde er 1560 als Adjunkt an der philosophischen Fakultät aufgenommen. 1561 ging er als Pfarrer nach Sülzenbrücken, kehrte 1569 als Diakon nach Jena zurück und verzog 1572 als Pfarrer nach Kahla. Als 1573 Kurfürst August von Sachsen als Vormund seiner Vettern auch im ernestinischen Sachsen die Vertreibung der Kryptocalvinisten unternahm, berief er Mirus zum Superintendenten und Hofprediger nach Weimar.
Jedoch bei seiner Antrittspredigt erregten die Bürger in der Kirche einen solchen Tumult, dass er auf das Amt verzichtete. Danach wurde er als Professor und Superintendent nach Jena berufen, promovierte am 10. Februar 1574 zum Doktor der Theologie und folgte schon in demselben Jahre einem Rufe nach Dresden als erster Hofprediger. Um den Kryptocalvinismus vollständig auszurotten, wirkte er auf Wunsch des Kurfürsten an der Formulierung der Torgauer Artikel mit, welche im Mai 1574 auf dem Konvent zu Torgau von allen Geistlichen und Professoren der Theologie unterzeichnet werden mussten.
1575 begleitete er den Kurfürsten auf den Immerwährenden Reichstag zu Regensburg und hielt hier sieben scharfe Predigten gegen das Papsttum. Im Auftrag des Kurfürsten beteiligte er sich auch eifrig an der Konkordienformel vom Lichtenburger Konvent am 15. Februar 1576 bis zu deren Vollendung. 1580 wurde Mirus Mitglied des Oberkonsistoriums in Dresden. Er genoss in hohem Grade das persönliche Vertrauen seines Fürsten und hat bei allen erfreulichen und traurigen Ereignissen in der kurfürstlichen Familie sein Amt als Seelsorger und geistlicher Berater mit großer Gewissenhaftigkeit verwaltet.
Am 12. Februar 1586 starb Kurfürst August. Unter seinem Nachfolger Christian I. von Sachsen gewannen die bisher unterdrückten Philippisten mehr Einfluss. Daher wurde Mirus 1588 von seinem Amt entlassen, von Juli bis September auf die Festung Königstein gebracht, dort gefangen gehalten und des Landes verwiesen. Er begab sich nach Jena und lebte dort einige Jahre in zurückgezogen. 1591 wurde Mirus als Domprediger nach Halberstadt berufen und trat dies Amt am 21. September an.
Nach dem Tode Kurfürst Christian I. berief dessen Witwe Sophie den Vertriebenen jedoch zurück und setzte ihn wieder in sämtliche Ämter ein. Am 25. November 1591 kehrte er nach Dresden zurück. Mit besonderem Eifer widmete er sich den Generalvisitationen, um das in den letzten Jahren wieder herangewachsene „Unkraut des Kryptocalvinismus“ mit der Wurzel auszurotten. Auf einer Reise von Leipzig nach Dresden erkrankte er unvermutet bei Wolfgang Albrecht von Schleinitz auf dessen Schloss Karditz bei Oschatz und starb nach wenigen Tagen am 14. August 1593. Begraben wurde er am 24. August in der Kreuzkirche zu Dresden.
Er war verheiratet mit der Pfarrerstochter Margarete Löbel, mit der er mehrere Kinder hatte. Auf diese Ehe führten sich u. a. der Schriftsteller Adam Erdmann Mirus und der Hofrat Karl Adolf Mirus zurück.